# (15521) 1999 XH133
A (15521) 1999 XH133 egy kisbolygó a Naprendszerben. A LINEAR projekt keretében fedezték fel 1999. december 12-én.